# 274301 Wikipedia
A 274301 Wikipedia (ideiglenes jelöléssel 2008 QH24) a Naprendszer kisbolygóövében található aszteroida. Jurij Mikolajovics Ivascsenko  fedezte fel 2008. augusztus 25-én.

## Elnevezése
Nevét a Wikipédia online enciklopédiáról kapta.